# José António dos Reis Dâmaso
José Antonio dos Reis Dâmaso, (1850-1895), foi um escritor português de estética naturalista e crítico literário. Foi defensor da radicalização do realismo na literatura. Colaborou nas revistas Era Nova   (1880-1881) e Revista de Estudos Livres   (1883-1886) dirigidas por Teófilo Braga, bem como na revista O Pantheon  (1880-1881) e ainda em Livre Exame  (1885-1886).

## Obras
- Anjo da Caridade, romance, 1871
- Cenografias, contos, 1882
- Júlio Dinis e o Naturalismo, crítica, 1884

## Referência
- LUFT, Celso Pedro. Dicionário de literatura portuguesa e brasileira. Rio de Janeiro: Ed. Globo, 2ª edição, 1969.

1. ↑  Rita Correia (2 de Maio de 2013). «Ficha histórica: Era Nova: Revista do Movimento Contemporâneo (1880-1881)» (pdf). Hemeroteca Municipal de Lisboa. Consultado em 7 de Outubro de 2014
2. ↑  Pedro Mesquita (22 de outubro de 2013). «Ficha histórica: Revista de estudos livres   (1883-1886)» (pdf). Hemeroteca Municipal de Lisboa. Consultado em 17 de abril de 2015
3. ↑  Helena Roldão (25 de Maio de 2013). «Ficha histórica: O pantheon: revista de sciencias e lettras (1880-1881)» (pdf). Hemeroteca Municipal de Lisboa. Consultado em 9 de Fevereiro de 2015
4. ↑  Rita Correia (6 de outubro de 2016). «Ficha histórica:O livre exame : orgão do Centro de Lisboa da Associação Propagadora do Livre Pensamento (1885-1886)» (pdf). Hemeroteca Municipal de Lisboa. Consultado em 7 de novembro de 2016